# Primo amore (telenovela)
Primo amore (Primer amor) è una telenovela coprodotta da Spagna e Argentina nel 1992-1993. In Italia è andata in onda per la prima volta su Rete 4 nel 1993-1994. La telenovela fu girata, in molte parti, sulle Isole Canarie. La musica, nella versione italiana, fu composta, arrangiata, suonata e mixata da Rodolfo Grieco.

## Trama
Francesca Domínguez, una ragazza quindicenne, si reca a Tenerife dei suoi nonni per le vacanze estive. Nella vacanza s’innamora di Paolo Estrada, figlio di Alfredo Estrada un ricchissimo proprietario terriero. Quando l’estate finisce purtroppo Francesca deve tornare a Buenos Aires e lasciare Paolo. 10 anni più tardi però la ragazza torna a Tenerife per i funerali del nonno e li rincontra Paolo, adesso fidanzato e promesso a Rossella Calvario. Paolo decide così di lasciare la moglie e tornare con Francesca. Rossella non accetta la separazione e, completamente in preda alla pazzia, fa rapire il primogenito di Paolo e Francesca, Federico, facendo credere che sia morto e tentando poi di uccidere Francesca.

## Sigla
La sigla originale della produzione è Primer amor, cantata dallo stesso Gabriel Corrado che interpreta il ruolo di Paolo. In Italia, su Rete 4, la sigla è Questo piccolo grande amore di Claudio Baglioni. La musica per tutte le puntate (166) della versione italiana è di Rodolfo Grieco. (9 ore circa di musica ).

## Curiosità
- Nel corso della registrazione della telenovela, Grecia Colmenares diede alla luce il suo primo figlio, Gianfranco, così l’attrice chiese al produttore esecutivo Raul Lecuona di poter inserire il figlio con un ruolo nella telenovela. A soli tre mesi di vita, il piccolo entra a far parte della telenovela nel ruolo del piccolo Federico, il figlio di Francesca

## Ascolti
Su Rete 4, la telenovela ottenne nella fascia pomeridiana una media di 1 800 000 telespettatori con uno share del 18,5%. I buoni ascolti spinsero la direzione della rete a mandare le ultime puntate in prima serata dove ottenne picchi di 2 000 000 di telespettatori.